# Manhartsberg
Manhartsberg er en lav, flad bjergryg i den østrigske delstat Niederösterreich. Den strækker sig fra floden Thaya til Wagram.  Det højeste sted er 537 moh.
Manhartsberg danner grænsen mellem den to regioner Waldviertel mod vest og Weinviertel mod øst.